# Пломбіратор
Пломбіра́тор, також скорочено пломбі́р — інструмент для стискання пломб, металеві щипці з 2-ма плоскими стискувальними поверхнями (плашками), на які нанесені які-небудь зображення за допомогою гравірування. Пломбіратором стискають свинцеві або пластикові пломби.
Також «пломбіратором» іноді називають латунну печатку для запечатування об'єктів за допомогою пластиліну або сургучу.

## Будова
Пломбіратор складається із головної частини з верхньою та нижньою плашками та двох ручок для стискання. На одній плашці гравірують, як правило, назву фірми, на другій — номер пломбіратора. Також може бути розміщене зображення, логотип фірми або яка-небудь цифро-літерна комбінація. Плашки можуть бути як опуклими, так і заглибленими. Заглиблені більш поширені, але опуклі надійніші. Пломбіратори для свинцевих пломб виготовляються з високоякісних сталевих сплавів з додаванням ванадію та хрому. Ручки виготовляються з тонких листів холоднокатаного прокату, осі та штемпелі — з гарячекатаного і кованого сортового прокату.
Штемпелі рухаються суворо в одному напрямі назустріч один одному, тому пломба стискується плавно та рівно. Рівень оптимальної твердості крайніх штемпелів 35-40 за шкалою Роквелла HRC. Незбіг осей крайніх штемпелів не має перевищувати 0,5 мм, а непаралельне розміщення штемпелів при стисканні ручок — 0,3 мм, зусилля при стисканні ручок — близько 0,25 кН

## Види пломбіраторів
Універсальний пломбіратор — один із найбільш поширених видів, призначений для пломбування об'єктів свинцевими або пластиковими пломбами.
Ювелірний пломбіратор використовується для ручного опломбування ювелірних виробів із благородних металів. Може бути як ручним, так і електромеханічним. Стискання плашок проводять натискуванням педалі, продуктивність підвищується на 70 %. Пломби для електромеханічних пломбіраторів постачаються касетами, як скоби для степлера.
Стрижневий пломбіратор являє собою латунний стрижень з вигравіруваною торцевою поверхнею для відбитків на пластиліні, мастиці, сургучі. Виготовляються діаметром від 5 до 10 мм. Призначається для опечатування гвинтів або пломбувальних чашок, що контролюють гвинти кріплення корпусів приладів обліку та контролю, таких як касові апарати, лічильники, тахографи та інше обладнання.